# Јован Шербановић
Јован Шербановић Шербан (Лазница, код Жагубице, 1919 — Сиге, код Жагубице, 6. јануар 1944), учесник Народноослободилачке борбе и народни херој Југославије.

## Биографија
Рођен је 1919. године у селу Лазници, код Жагубице, где се налази његова родна кућа. Основну школу је завршио у родном месту, а гимназију у Пожаревцу. Као ученик петог разреда гимназије приступио је омладинском револуционарном покрету и убрзо постао један од најистакнутијих револуционарних-омладинаца у гимназији.
По завршетку велике матуре, отишао је у Београд где је уписао студије на Медицинском факултету. Током студија активно је учествовао у студентском револуционарном покрету на Београдском универзитету. Почетком 1939. године је због револуционарног рада био хапшен. Пошто се пред полицијом добро држао и никога није одао, примљен је у чланство Комунистичке партије Југославије (КПЈ). Учествовао је и у великим студентским демонстрацијама у Београду, 14. децембра 1939. године.
За време студије, сваки распуст је проводио у родном крају, где је активно политички деловао помажући месној партиској и скојевској организацији. У село је доносио партијски материјал и утицао на младе да прихвате линију КПЈ. Почетком 1940. године примљен је у руководство партијске организације на Медицинском факултету.
После Априслког рата и окупације Краљевине Југославије, 1941. године одлуком Партије био је послат у Пожаревац, где је у мају постао члан Окружног комитета КПЈ за Пожаревац. Активно је радио на организовању устанка у овом крају. Био је учесник Окружне партијске конференције одржане 8. јуна. Током боравка у Пожаревцу организовао је и учествовао у извршењу неколико диверзантских акција, од који је највећа била паљење 8,5 вагона пшенице, која је била намењена Немцима, на државном имању „Меминац“ у Љубичеву, почетком августа.
Септембра 1941. године, је по одлуци КПЈ, напустио Пожаревац и ступио у Пожаревачки партизански одред, где је постављен за политичког комесара Млавске чете. Током истог месеца, са групом бораца-омладинаца пробио се у Хомоље и разоружао жандаре у њиховој станици у Жагубици. Крајем месеца, са својом четом је поново упао у Жагубицу, у којој су се тада налазили четници Косте Пећанца и ослободио је. Четници су се тада повукли ка Деспотовцу, где су се прегруписали и појачани групом из манастира Горњак поново напали Жагубицу. Партизани су се тада повукли и на путу између Жагубице и Лазнице се развила борба која је трајала читавог дана. У овој борби погинуо је Јованов млађи брат.
Крајем 1941. и почетком 1942. године окупатори су отпочели велику офанзиву на ослобођену територију у источној Србији. У овим борбама, које су вођене из дана у дан Јован је као партијски радник и политички руководилац активно радио на очувању Одреда, који је претрпео тешке губитке. У пролеће 1942. године је био рањен, али се убрзо опоравио и вратио у Одред. У јесен исте године, у борби са четницима, поново је био рањен, овог пута теже. Због озбиљне ране, повучен је из Одреда и на лечењу је остао до фебруара 1943. године.
После оздрављења, Јован се није могао вратити у Одред, јер више није могао подносити напоре које су доносили маршеви и сукоби са непријатељем. Тада је постао позадински радник, који је политички деловао међу народом и позивао га у борбу. Маја 1943. године, на терену Хомоља је био откривен од стране четника. Они су га тада опколили са још два друга на једном салашу, код села Осанице. Међутим, Јован и његови другови су успели да побегну.
Окупатор је на разне начине покушавао да ухвати Јована јер је знао да је он веома значајна личност Народноослободилачког покрета у источној Србији. У овој својој намери успео је 6. јануара 1944. године, када је Јована ухватио и убио, у колиби једног сељака у селу Сиге, код Жагубице.
Указом Президијума Народне скупштине Федеративне Народне Републике Југославије, 14. децембра 1949. године, проглашен је за народног хероја.
Пожаревачка гимназија коју је похађао носила је име по њему од 1959. до 2001. године.